# Mère Océan
Pour les articles homonymes, voir The Journey.
Pour plus de détails, voir Fiche technique et Distribution.
Mère Océan (The Journey) est un documentaire français de Jan Kounen et Anne Paris, sorti en 2016.

## Synopsis
L'apnéiste Leina Sato est enceinte. Elle poursuit cependant son activité, nageant auprès de plusieurs cétacés qui semblent sentir la présence de l'enfant à venir.
Pendant quatre mois, aux côtés de son mari Jean-Marie Ghislain, photographe sous-marin, les cinéastes l'ont filmée jusqu'à son accouchement.

## Fiche technique
- Titre : Mère Océan
- Titre international : The Journey
- Réalisation : Jan Kounen, Anne Paris
- Images : Jan Kounen, Anne Paris, Jean-Marie Ghislain (photographies)
- Montage : Anny Danché
- Son : Mathieu Fichet, Benjamin Viau
- Musique originale : Agoria
- Production : Bellota Films, Le 27 Productions
- Pays de production :  France
- Langues originales : français, anglais
- Genre : documentaire
- Durée : 52 minutes
- Dates de sortie :
  - 22 avril 2016 (Visions du réel)[1]
  - 29 mai 2016 (France 5)[2]